# Kempynus millgrovensis
Kempynus millgrovensis is een insect uit de familie watergaasvliegen (Osmylidae), die tot de orde netvleugeligen (Neuroptera) behoort. 
Kempynus millgrovensis is voor het eerst wetenschappelijk beschreven door New in 1983. De soort komt voor in Victoria (Australië).